# 18664 Rafaelta
18664 Rafaelta (1998 FA43) là một tiểu hành tinh vành đai chính được phát hiện ngày 20 tháng 3 năm 1998, bởi nhóm nghiên cứu tiểu hành tinh gần Trái Đất phòng thí nghiệm Lincoln ở Socorro.